# Shay Mitchell
Shannon Ashley "Shay" Mitchell (Mississauga,
Ontario; 10 de abril de 1987) es una actriz, modelo y empresaria canadiense de origen filipino.
Interpreta varios papeles en series de televisión estadounidenses, entre ellas Pretty Little Liars y You en Netflix o Dollface en la plataforma de vídeo a la carta  Disney+. En cine ha interpretado varios papeles importantes, en particular en Happy Mother's Day, Dreamland, pero también  The Possession of Hannah Grace, donde interpreta el papel principal. Desde 2021, ha prestado su voz al personaje principal, Alexandra Trese, en la serie animada Trese: Between Two Worlds en Netflix.

## Primeros años
Shannon Ashley Mitchell nació en Mississauga, Ontario, hija de Precious García y Mark Mitchell. Sus padres trabajan en finanzas. Su padre es de ascendencia escocesa e irlandesa y su madre es filipina, es de la provincia de Pampanga, y dejó Filipinas a los 19. Ella tiene un hermano llamado Sean. Ella es la prima hermana de Lea Salonga, cantante y actriz de teatro ganadora del premio Tony, conocida por haber originado el papel principal de Kim en el musical Miss Saigon. Incluso cuando era una niña pequeña, Mitchell estaba interesada en artes escénicas, Declarando a sus padres que ella perseguiría tal carrera. Mitchell comenzó clases de baile a la edad de cinco años, y ella y varios de sus compañeros de clase recorrieron la ciudad para competir con una variedad de otras escuelas de baile. A la edad de 10 años, la familia de Mitchell se trasladó a West Vancouver, Columbia Británica. Dentro de un año de su llegada, una agencia internacional de modelos llevó a cabo una convocatoria abierta para adolescentes y preadolescentes que estaban compitiendo por la representación. Mitchell fue una de las chicas seleccionadas. Asistió al Rockridge Secondary School y luego fue transferida al West Vancouver Secondary School donde se graduó. Ella consiguió el apodo de Shay es una gran fan de Jennifer Lopez cuyo nombre es abreviado como J. Lo, así que sus amigos la llamaron  "Shay Lo".

## Carrera

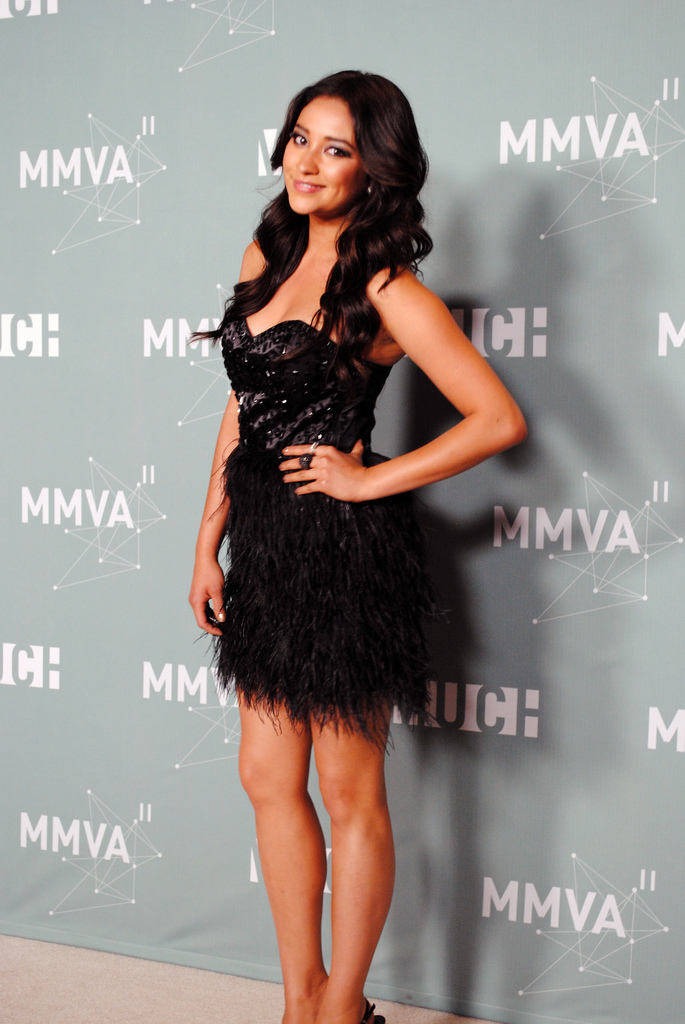
En los MuchMusic Video Awards en 2011

### Actuación y modelaje
A finales de su adolescencia, Mitchell había modelado con éxito para una variedad de empresas en ciudades tan variadas como Bangkok, Hong Kong y Barcelona, pero más tarde regresó a Toronto para estudiar actuación. Después de firmar con su primera agencia teatral, Mitchell apareció en la serie de drama canadiense para adolescentes Degrassi: The Next Generation y participó en varios comerciales nacionales. Mitchell hizo participaciones especiales en la serie de Global Rookie Blue apareció en el video musical de «Hold My Hand» del rapero jamaiquino Sean Paul. En 2010, Mitchell apareció en un arco argumental de 4 episodios en la serie de Disney XD Aaron Stone como la porrista Irina Webber.
En diciembre de 2009, Mitchell fue lanzada en la adaptación planificada de  ABC Family (ahora Freeform) de la serie de libros Pretty Little Liars. Inicialmente, Mitchell hizo una audición para el papel de Spencer Hastings. En enero de 2010, la serie fue recogida por ABC Family. La serie se centra en cuatro amigas contra un enemigo anónimo que amenaza con revelar todos sus secretos mientras desentraña el misterio del asesinato de su mejor amiga. Mitchell retrata el papel de Emily Fields. El programa ganó popularidad rápida a pesar de las críticas mixtas. La serie duró por siete temporadas y dio su fin el 27 de junio de 2017.
En enero de 2011, Mitchell firmó un contrato con Procter & Gamble para ser la portavoz de la línea de champú  Pantene Nature Fusion. Los endosos siguientes son American Eagle, Nike y Biore.
En septiembre de 2017, Mitchell obtuvo un papel principal en el piloto de ABC The Heiresses basada en el libro del mismo nombre de Sara Shepard y será creada por I. Marlene King.
En 2022 participó en la comedia romántica navideña Something from Tiffany's.

### Otros trabajos
Mitchell fue coautora de la novela juvenil  Bliss con Michaela Blaney (2015). También tiene su propio canal de YouTube sobre su estilo de vida. En 2017 Mitchell inició una compañía de producción Amore & Vita Inc. con el gerente David Dean Portelli y ya ha firmado un contrato con Warner Bros. Television Group.

## Caridad y activismo
Mitchell apoyó a Somaly Mam Foundation, una organización sin fines de lucro que luchó contra el tráfico sexual hasta que terminó sus operaciones en 2014. También ha trabajado con The Trevor Project junto al elenco de Pretty Little Liars y NOH8 Campaign. Trabaja con WE Charity, que ayuda a comunidades a desarrollar recursos educativos, y ella acompaña a Represent Clothing para promover a adolescentes donde la mitad de los ingresos fue a GLAAD.

## Vida personal
A principios de 2019 sufrió un aborto espontáneo. Seis meses después, el 28 de junio de 2019, anunció que se encontraba de nuevo embarazada, junto a su novio Matte Babel. El 20 de octubre de 2019 nació su hija, Atlas Noa Babel. En febrero de 2022 anunció su segundo embarazo. En mayo de 2022 fue madre por segunda vez de una niña llamada Rome.

## Filmografía
| Cine       | Cine                          | Cine                       | Cine                                                                |
| Año        | Título                        | Rol                        | Notas                                                               |
| ---------- | ----------------------------- | -------------------------- | ------------------------------------------------------------------- |
| 2010       | Verona                        | Modelo                     | Cortometraje                                                        |
| 2012       | Just Yell Fire: Campus Life   | Ella misma                 | Documental                                                          |
| 2014       | Inmediately Afterlife         | Marissa                    | Cortometraje                                                        |
| 2016       | Mother's Day                  | Tina                       |                                                                     |
| 2016       | Dreamland                     | Nicole                     |                                                                     |
| 2018       | Cadáver                       | Megan Reed                 |                                                                     |
| 2022       | Something from Tiffany's      | Vanessa                    |                                                                     |
| Televisión |                               |                            |                                                                     |
| Año        | Título                        | Rol                        | Notas                                                               |
| 2009       | Degrassi: The Next Generation | Modelo                     | Episodio: «Up Where We Belong»                                      |
| 2010–17    | Pretty Little Liars           | Emily Fields               | Elenco principal (160 episodios)                                    |
| 2010       | Aaron Stone                   | Irina Webber               | 4 episodios                                                         |
| 2010       | Rookie Blue                   | Chica bonita               | Episodio: «Mercury Retrograde»                                      |
| 2012       | Punk'd                        | Ella misma                 | Episodio: «Heather Morris»                                          |
| 2012       | Glee                          | Chica en chaqueta amarilla | Episodio: «Britney 2.0»                                             |
| 2015       | Project Runway                | Ella misma                 | Episodio: «Fashion Week: Who's In and Who's Out»                    |
| 2016       | Live! With Kelly and Michael  | Ella misma                 | Episodio: «Guest Co-Hostess Shay Mitchell/Donnie Wahlberg/Tim Daly» |
| 2017       | Shay Mitchell: Chapters       | Ella misma                 |                                                                     |
| 2018       | RuPaul's Drag Race: All Stars | Ella misma                 | Episodio: «Pop Art Ball»                                            |
| 2018       | You                           | Peach Salinger             | Elenco principal, (temporada 1) serie de TV Lifetime/Netflix        |
| 2019–22    | Dollface                      | Stella Cole                | Elenco principal                                                    |
| 2023       | Velma                         | Brenda                     | Invitada 1 episodio, serie de TV HBO Max (voz)                      |

## Vídeos musicales
| Año  | Cantante/ Grupo | Papel           | Canción                             |
| ---- | --------------- | --------------- | ----------------------------------- |
| 2009 | Sean Paul       | Interés Amoroso | Hold My Hand (canción de Sean Paul) |
| 2016 | Nick Jonas      | Interés Amoroso | Under you                           |
| 2017 | Logan Paul      | Chica           | Help Me, Help you                   |

## Premios y nominaciones
| Año  | Premio                 | Categoría                                                                   | Trabajo             | Resultado |
| ---- | ---------------------- | --------------------------------------------------------------------------- | ------------------- | --------- |
| 2011 | Young Hollywood Awards | Mejor reparto (compartido con Troian Bellisario, Lucy Hale y Ashley Benson) | Pretty Little Liars | Ganadora  |
| 2011 | Youth Rock Awards      | Rockin' Actress - TV                                                        | Pretty Little Liars | Ganadora  |
| 2014 | Teen choice Awards     | Estrella de Televisión del Verano: Mujer                                    | Pretty Little Liars | Nominada  |
| 2015 | MTV Fandom Awards      | Pareja televisiva de año (compartido con Sasha Pieterse)                    | Pretty Little Liars | Nominada  |
| 2015 | Teen Choice Awards     | Actriz: Drama                                                               | Pretty Little Liars | Nominada  |
| 2016 | Teen Choice Awards     | Estrella de Televisión del Verano: Mujer                                    | Pretty Little Liars | Nominada  |
| 2017 | Teen Choice Awards     | Choice TV Actress: Drama                                                    | Pretty Little Liars | Nominada  |
| 2017 | Teen Choice Awards     | Choice TV Ship (compartido con Sasha Pieterse)                              | Pretty Little Liars | Nominada  |